# Holognathidae
Holognathidae (лат.) — семейство равноногих ракообразных из подотряда створчатоногие (Valvifera). Известно около 25 видов.

## Описание
Мелкие шиповатые раки вытянутой формы. Тело прямое, более или менее уплощённое или полуцилиндрическое; параллельностороннее на большей части длины. Голова и переонит 1 свободные. Голова более или менее полуцилиндрическая. Переонит 4 сходной длины с переонитом 3. Плеониты 1—3 сочленяются друг с другом и слитым плеотельсоном, или плеониты 1 и 2 сочленяются друг с другом и слитым плеотельсоном, или плеонит 1 сочленяется со слитым плеотельсоном (другие плеониты иногда находятся латерально или дорсально). Тело гладкое или слегка скульптурированное. Дорсальные коксальные пластинки 2—7 более или менее вентрально расширены над основаниями переиоподов. Глаза хорошо развиты, либо редуцированы или утрачены (только у Zenobianopsis).

## Классификация и распространение
5 родов и около 25 видов. Мелководные виды Cleantis и Cleantioides часто связаны с морскими травами и живут в коротких сегментах мёртвых полых стеблей этих растений. Holognathus с шельфа Новой Зеландии, как полагают, связан с древесиной. Zenobianopsis — глубоководный антарктический род.
- Chongxidotea Liu, Poore & Lu, 2010[3]
- Cleantioides Kensley & Kaufman, 1978
- Cleantis Dana, 1849
- Holognathus Thomson, 1904
- Zenobianopsis Hale, 1946